# Ambassade de Maurice en France
L'ambassade de Maurice en France est l'ambassade chargée de représenter la république de Maurice à Paris, la capitale de la République française. Elle est située dans le 17e arrondissement au 127 rue de Tocqueville. Son ambassadeur est, depuis 2017, Vijayen Valaydon.
Les fonctions consulaires sont assurés par l'ambassade, elle est appuyée par trois consuls honoraires.

## Liste des ambassadeurs
| Date de nomination | Date de nomination | Date de remise des lettres de créance | Date de remise des lettres de créance | Diplomate                               |
| ------------------ | ------------------ | ------------------------------------- | ------------------------------------- | --------------------------------------- |
| ?                  |                    | 20 mai 1992                           | [ JORF 1 ]                            | Shirin Aumeeruddy-Cziffra               |
| ?                  |                    | 13 septembre 1995                     | [ JORF 2 ]                            | Jaynarain Meetoo                        |
| ?                  |                    | 13 juin 1996                          | [ JORF 3 ]                            | Marie-France Roussety                   |
| ?                  |                    | 23 avril 2001                         | [ JORF 4 ]                            | Abdool Raouf Bundhun                    |
| ?                  |                    | 12 novembre 2002                      | [ JORF 5 ]                            | Mohammad Houssein Ismael Dilmahomed     |
| ?                  |                    | 2 juin 2006                           | [ JORF 6 ]                            | Marie Joseph Jacques Chasteau de Balyon |
| ?                  |                    | 8 septembre 2015                      | [ JORF 7 ]                            | Joël Rault                              |
| ?                  |                    | 13 novembre 2017                      | [ JORF 8 ]                            | Vijayen Valaydon                        |